# Marko Prokić
Marko Prokić (serbisch-kyrillisch Марко Прокић; * 8. Juli 1984 in Belgrad, SFR Jugoslawien) ist ein ehemaliger serbischer Eishockeyspieler, der zuletzt bis 2017 beim KHK Roter Stern Belgrad in der serbischen Eishockeyliga unter Vertrag stand.

## Karriere
Marko Prokić begann seine Karriere als Eishockeyspieler in seiner Heimatstadt in der Nachwuchsabteilung des HK Partizan Belgrad. Nachdem er die Spielzeit 2002/03 in den Vereinigten Staaten verbracht hatte, spielte er von 2003 bis 2006 beim KHK Roter Stern Belgrad in der serbisch-montenegrinischen Eishockeyliga und wurde mit dem Team 2005 Landesmeister. 2006/07 spielte er für den Lokalrivalen HK Beostar in der serbischen Liga. Die Spielzeit 2007/08, die er ebenfalls bei Beostar begonnen hatte, beendete er wieder beim Roten Stern. Zur Folgesaison wechselte er zu seinem Stammverein Partizan Belgrad und spielte für den Hauptstadtklub ebenfalls in der serbischen Eishockeyliga, die er 2009 für sich entscheiden konnte. Anschließend wechselte er zum HK Spartak Subotica. Das Team aus der nördlichen Batschka gewann zwar die Playoffs der serbischen Liga, trat aber zum Endspiel um die serbische Meisterschaft gegen Partizan Belgrad aus Protest nicht an, weil der Gegner lediglich an der slowenisch dominierten Slohokej Liga und nicht an der serbischen Eishockeyliga teilgenommen hatte. Von 2010 bis 2012 spielte Prokić erneut für Partizan, für den er in der Slohokej Liga auf dem Eis stand und die er mit seinem Klub zweimal gewinnen konnte. Seit 2012 spielte er für den HK Vitez Belgrad wieder in der serbischen Eishockeyliga, bis er 2016 zum Ligakonkurrenten KHK Roter Stern Belgrad zurückkehrte, wo er 2017 seine Karriere beendete.

### International
Für Jugoslawien nahm Prokić an der Europa-Division II der U18-Weltmeisterschaft 2000 und der Division III der U20-Weltmeisterschaft 2001 teil.
Im Herrenbereich debütierte Prokić bei der Weltmeisterschaft 2003 in der Division II für die jugoslawische Auswahl. Anschließend war er für die serbisch-montenegrinische Mannschaft aktiv und spielte mit ihr 2004, 2005 und 2006 ebenfalls in der Division II. Zudem vertrat er seine Farben auch beim Qualifikationsturnier für die Olympischen Winterspiele in Turin 2006. Nach der Abspaltung Montenegros gehörte er bei den Weltmeisterschaften 2009 und 2011 in der Division II. Nachdem den Serben 2009 beim Heimturnier in Novi Sad erstmals der Aufstieg gelungen war, spielte Milovanović mit seiner Mannschaft 2010 in der Division I, musste aber den sofortigen Wiederabstieg hinnehmen. Im September 2012 nahm er mit Serbien am Vorqualifikationsturnier für die Olympischen Winterspiele in Sotschi 2014 teil.

## Erfolge und Auszeichnungen
- 2005 Serbisch-Montenegrinischer Meister mit dem KHK Roter Stern Belgrad
- 2009 Serbischer Meister mit dem HK Partizan Belgrad
- 2009 Aufstieg in die Division I bei der Weltmeisterschaft, Division II
- 2011 Gewinn der Slohokej Liga mit dem HK Partizan Belgrad
- 2012 Gewinn der Slohokej Liga mit dem HK Partizan Belgrad

## Slohokej Liga-Statistik
(Stand: Ende der Saison 2011/12)